# Grand Prix Formule 1 van Monaco 2022
De Grand Prix Formule 1 van Monaco 2022 werd verreden op 29 mei op het Circuit de Monaco in Monte Carlo. Het was de zevende race van het seizoen.

## Vrije trainingen

### Uitslagen
- Enkel de top vijf wordt weergegeven.

| Vrije training 1 | Pos. | Nr. | Coureur          | Constructeur         | Tijd     |
| ---------------- | ---- | --- | ---------------- | -------------------- | -------- |
| Vrije training 1 | 1    | 16  | Charles Leclerc  | Ferrari              | 1:14.531 |
| Vrije training 1 | 2    | 11  | Sergio Pérez     | Red Bull Racing-RBPT | 1:14.570 |
| Vrije training 1 | 3    | 55  | Carlos Sainz jr. | Ferrari              | 1:14.601 |
| Vrije training 1 | 4    | 1   | Max Verstappen   | Red Bull Racing-RBPT | 1:14.712 |
| Vrije training 1 | 5    | 4   | Lando Norris     | McLaren-Mercedes     | 1:15.056 |
| Vrije training 2 | Pos. | Nr. | Coureur          | Constructeur         | Tijd     |
| Vrije training 2 | 1    | 16  | Charles Leclerc  | Ferrari              | 1:12.656 |
| Vrije training 2 | 2    | 55  | Carlos Sainz jr. | Ferrari              | 1:12.700 |
| Vrije training 2 | 3    | 11  | Sergio Pérez     | Red Bull Racing-RBPT | 1:13.035 |
| Vrije training 2 | 4    | 1   | Max Verstappen   | Red Bull Racing-RBPT | 1:13.103 |
| Vrije training 2 | 5    | 4   | Lando Norris     | McLaren-Mercedes     | 1:13.294 |
| Vrije training 3 | Pos. | Nr. | Coureur          | Constructeur         | Tijd     |
| Vrije training 3 | 1    | 11  | Sergio Pérez     | Red Bull Racing-RBPT | 1:12.476 |
| Vrije training 3 | 2    | 16  | Charles Leclerc  | Ferrari              | 1:12.517 |
| Vrije training 3 | 3    | 55  | Carlos Sainz jr. | Ferrari              | 1:12.846 |
| Vrije training 3 | 4    | 1   | Max Verstappen   | Red Bull Racing-RBPT | 1:12.881 |
| Vrije training 3 | 5    | 10  | Pierre Gasly     | AlphaTauri-RBPT      | 1:13.210 |

## Kwalificatie
Charles Leclerc behaalde de veertiende pole position in zijn carrière.
| Pos.                   | Nr. | Coureur          | Constructeur          | Kwalificatietijden | Kwalificatietijden | Kwalificatietijden | Grid |
| Pos.                   | Nr. | Coureur          | Constructeur          | Q1                 | Q2                 | Q3                 | Grid |
| ---------------------- | --- | ---------------- | --------------------- | ------------------ | ------------------ | ------------------ | ---- |
| 1                      | 16  | Charles Leclerc  | Ferrari               | 1:12.569           | 1:11.864           | 1:11.376           | 1    |
| 2                      | 55  | Carlos Sainz jr. | Ferrari               | 1:12.616           | 1:12.074           | 1:11.601           | 2    |
| 3                      | 11  | Sergio Pérez     | Red Bull Racing-RBPT  | 1:13.004           | 1:11.954           | 1:11.629           | 3    |
| 4                      | 1   | Max Verstappen   | Red Bull Racing-RBPT  | 1:12.993           | 1:12.117           | 1:11.666           | 4    |
| 5                      | 4   | Lando Norris     | McLaren-Mercedes      | 1:12.927           | 1:12.266           | 1:11.849           | 5    |
| 6                      | 63  | George Russell   | Mercedes              | 1:12.787           | 1:12.617           | 1:12.112           | 6    |
| 7                      | 14  | Fernando Alonso  | Alpine-Renault        | 1:13.394           | 1:12.688           | 1:12.247           | 7    |
| 8                      | 44  | Lewis Hamilton   | Mercedes              | 1:13.444           | 1:12.595           | 1:12.560           | 8    |
| 9                      | 5   | Sebastian Vettel | Aston Martin-Mercedes | 1:13.313           | 1:12.613           | 1:12.732           | 9    |
| 10                     | 31  | Esteban Ocon     | Alpine-Renault        | 1:12.848           | 1:12.528           | 1:13.047           | 10   |
| 11                     | 22  | Yuki Tsunoda     | AlphaTauri-RBPT       | 1:13.110           | 1:12.797           |                    | 11   |
| 12                     | 77  | Valtteri Bottas  | Alfa Romeo-Ferrari    | 1:13.541           | 1:12.909           |                    | 12   |
| 13                     | 20  | Kevin Magnussen  | Haas-Ferrari          | 1:13.069           | 1:12.921           |                    | 13   |
| 14                     | 3   | Daniel Ricciardo | McLaren-Mercedes      | 1:13.338           | 1:12.964           |                    | 14   |
| 15                     | 47  | Mick Schumacher  | Haas-Ferrari          | 1:13.469           | 1:13.081           |                    | 15   |
| 16                     | 23  | Alexander Albon  | Williams-Mercedes     | 1:13.611           |                    |                    | 16   |
| 17                     | 10  | Pierre Gasly     | AlphaTauri-RBPT       | 1:13.660           |                    |                    | 17   |
| 18                     | 18  | Lance Stroll     | Aston Martin-Mercedes | 1:13.678           |                    |                    | 18   |
| 19                     | 6   | Nicholas Latifi  | Williams-Mercedes     | 1:14.403           |                    |                    | 19   |
| 20                     | 24  | Zhou Guanyu      | Alfa Romeo-Ferrari    | 1:15.606           |                    |                    | 20   |
| Q1 107% tijd: 1:17.648 |     |                  |                       |                    |                    |                    |      |

## Wedstrijd
Door de weersomstandigheden (zware regenbuien) begon de wedstrijd niet om 15:00 maar om 16:05 achter de safety car. Na het ongeluk van Mick Schumacher kwam er een rode vlag situatie om de beschadigde vangrails te herstellen. De wedstrijd werd om 17:15 herstart met een rollende start en werd om 18:00 afgevlagd na bijna twee uur racen. Door de weerssituatie werden er slechts 64 van de 77 rondes afgelegd. Er werd meer dan 75% van de beoogde afstand afgelegd zodat er volle punten werden toegekend.

Sergio Pérez behaalde de derde Grand Prix-overwinning in zijn carrière.
| Pos.               | Nr. | Coureur          | Constructeur          | Rondes | Tijd / Oorzaak Uitval | Grid | Punten |
| ------------------ | --- | ---------------- | --------------------- | ------ | --------------------- | ---- | ------ |
| 1                  | 11  | Sergio Pérez     | Red Bull Racing-RBPT  | 64     | 1:56:30.265           | 3    | 25     |
| 2                  | 55  | Carlos Sainz jr. | Ferrari               | 64     | +1.154                | 2    | 18     |
| 3                  | 1   | Max Verstappen   | Red Bull Racing-RBPT  | 64     | +1.491                | 4    | 15     |
| 4                  | 16  | Charles Leclerc  | Ferrari               | 64     | +2.922                | 1    | 12     |
| 5                  | 63  | George Russell   | Mercedes              | 64     | +11.968               | 6    | 10     |
| 6                  | 4   | Lando Norris     | McLaren-Mercedes      | 64     | +12.231               | 5    | 9S     |
| 7                  | 14  | Fernando Alonso  | Alpine-Renault        | 64     | +46.358               | 7    | 6      |
| 8                  | 44  | Lewis Hamilton   | Mercedes              | 64     | +50.388               | 8    | 4      |
| 9                  | 77  | Valtteri Bottas  | Alfa Romeo-Ferrari    | 64     | +52.525               | 12   | 2      |
| 10                 | 5   | Sebastian Vettel | Aston Martin-Mercedes | 64     | +53.536               | 9    | 1      |
| 11                 | 10  | Pierre Gasly     | AlphaTauri-RBPT       | 64     | +54.289               | 17   |        |
| 12                 | 31  | Esteban Ocon     | Alpine-Renault        | 64     | +55.644 *1            | 10   |        |
| 13                 | 3   | Daniel Ricciardo | McLaren-Mercedes      | 64     | +57.635               | 14   |        |
| 14                 | 18  | Lance Stroll     | Aston Martin-Mercedes | 64     | +1:00.802             | 18   |        |
| 15                 | 6   | Nicholas Latifi  | Williams-Mercedes     | 63     | +1 ronde              | 19   |        |
| 16                 | 24  | Zhou Guanyu      | Alfa Romeo-Ferrari    | 63     | +1 ronde              | 20   |        |
| 17                 | 22  | Yuki Tsunoda     | AlphaTauri-RBPT       | 63     | +1 ronde              | 11   |        |
| DNF                | 23  | Alexander Albon  | Williams-Mercedes     | 48     | Mechaniek *2          | 16   |        |
| DNF                | 47  | Mick Schumacher  | Haas-Ferrari          | 24     | Ongeluk               | 15   |        |
| DNF                | 20  | Kevin Magnussen  | Haas-Ferrari          | 19     | Waterdruk             | 13   |        |
| Bron: formula1.com |     |                  |                       |        |                       |      |        |

S Lando Norris reed voor de vierde keer in zijn carrière een snelste ronde en behaalde hiermee een extra punt.

*1 Esteban Ocon kreeg een tijdstraf van vijf seconden voor het veroorzaken van een aanrijding met Lewis Hamilton.

*2 Alexander Albon kreeg een tijdstraf van vijf seconden voor het behalen van voordeel door meerdere malen buiten de baan te rijden.

## Tussenstanden wereldkampioenschap
Betreft tussenstanden voor het wereldkampioenschap na afloop van de race.

### Coureurs
| Pos. | Nr. | Coureur          | Constructeur         | Punten |
| ---- | --- | ---------------- | -------------------- | ------ |
| 1    | 1   | Max Verstappen   | Red Bull Racing-RBPT | 125    |
| 2    | 16  | Charles Leclerc  | Ferrari              | 116    |
| 3    | 11  | Sergio Pérez     | Red Bull Racing-RBPT | 110    |
| 4    | 63  | George Russell   | Mercedes             | 84     |
| 5    | 55  | Carlos Sainz jr. | Ferrari              | 83     |
| 6    | 44  | Lewis Hamilton   | Mercedes             | 50     |
| 7    | 4   | Lando Norris     | McLaren-Mercedes     | 48     |
| 8    | 77  | Valtteri Bottas  | Alfa Romeo-Ferrari   | 40     |
| 9    | 31  | Esteban Ocon     | Alpine-Renault       | 30     |
| 10   | 20  | Kevin Magnussen  | Haas-Ferrari         | 15     |

### Constructeurs
| Pos. | Constructeur          | Punten |
| ---- | --------------------- | ------ |
| 1    | Red Bull Racing-RBPT  | 235    |
| 2    | Ferrari               | 199    |
| 3    | Mercedes              | 134    |
| 4    | McLaren-Mercedes      | 59     |
| 5    | Alfa Romeo-Ferrari    | 41     |
| 6    | Alpine-Renault        | 40     |
| 7    | AlphaTauri-RBPT       | 17     |
| 8    | Haas-Ferrari          | 15     |
| 9    | Aston Martin-Mercedes | 7      |
| 10   | Williams-Mercedes     | 3      |